# Sultanato Mameluco do Cairo
O Sultanato Mameluco (em árabe: سلطنة المماليك; romaniz.: Salṭanat al-Mamālīk) foi um reino medieval centrado no Egito, Levante e Hejaz. Durou desde o derrube do Império Aiúbida, em 1250, até à conquista do Egito pelos otomanos, em 1517. os historiadores tradicionalmente dividem a era do reinado mameluco em dois períodos — um entre 1250 e 1382 e o outro entre 1382 e 1517. Os historiadores ocidentais chamam ao primeiro período "Baḥrī" e ao segundo "Burjī" devido ao domínio político dos regimes conhecidos por esses nomes durante as respectivas eras. Os historiadores muçulmanos contemporâneos referem-se às mesmas divisões como os períodos "turco" e "circassiano" para enfatizar a mudança nas origens étnicas da maioria dos mamelucos.
O estado mameluco atingiu o seu auge sob o domínio otomano com a cultura árabe e depois caiu em uma fase prolongada de declínio sob os circassianos. A casta dominante do sultanato era composta de mamelucos, soldados predominantemente cumano-quipchacos (da Crimeia), circassianos, abecazes, turcos oguzes e georgianos de origem escrava. Embora os Mamelucos fossem comprados, o seu estatuto estava acima dos escravos comuns, que não tinham permissão para empenhar armas ou executar certas tarefas. Os Mamelucos eram considerados "verdadeiros senhores", com estatuto social acima dos cidadãos do Egito. Embora tenha declinado no final da sua existência, no auge o sultanato representou o zénite da glória política, económica e cultural medieval Egípcia e Levantina na era Islâmica.